# Reconeixement de les unions homosexuals a Namíbia

Mapa de l'arc de Sant Martí de Namíbia

El matrimoni homosexual no és legal a Namíbia. El 16 de maig de 2023, el Tribunal Suprem va dictaminar per 4 vots a 1 que els matrimonis homosexuals fora de Namíbia haurien de ser reconeguts a efectes de residència. Els projectes de llei que buscaven anul·lar la sentència i criminalitzar la defensa del matrimoni homosexual van ser aprovats pel Parlament de Namíbia el setembre de 2023, però el president Nangolo Mbumba no els va signar. No obstant això, Mbumba va signar una nova llei matrimonial a l'octubre de 2024 que defineix explícitament el matrimoni en termes heterosexuals.

## Reconeixement històric de les relacions entre persones del mateix sexe
Tot i que moltes cultures namíbies actuals van practicar històricament la poligàmia, no hi ha registres de matrimonis homosexuals, tal com s'entén des d'una perspectiva occidental, que es realitzin en aquestes cultures.  Tanmateix, hi ha proves d'identitats i comportaments que es poden situar en l'espectre LGBT+. Els primers europeus que van visitar la Namíbia moderna, inclosos antropòlegs, etnòlegs i sacerdots, van informar de "cerimònies de matrimoni entre persones del mateix sexe" entre els pobles Ovambo, Nama, Herero i Himba. L'antropòleg alemany Kurt Falk va informar a la dècada de 1920 que "el costum tribal habitual dels Ovambo dóna suport a les relacions entre persones del mateix sexe i, per tant, gairebé tots els Ovambo han tingut relacions homosexuals". L'etnòleg Carlos Estermann va esmentar que hi havia persones que complien un tercer rol de gènere a la societat d'Ovambo, coneguda com a kimbanda, que "reclutaven exclusivament entre homes [que] són pocs i temuts i la seva activitat està envoltada d'un profund misteri". També va escriure que una gran part dels propietaris d'una omakola, un instrument musical, eren homosexuals passius (omasenge), que "vestien com dones, feien feina de dones i 'contraien matrimoni' amb altres homes que ja tenien dones".  "Un esenge [singular d'omasenge] és essencialment un home posseït des de la infància per un esperit de sexe femení, que ha anat extregant d'ell, a poc a poc, el gust per tot allò que és masculí i viril".
Entre els herero, era "habitual" que dos homes formin amistats eròtiques, conegudes a Otjiherero com omapanga, que normalment incloïen relacions anals.  Tanmateix, quan qualsevol dels homes es casava, la relació s'acabaria. El poble Nama va reconèixer un "pacte mutu d'amistat" similar que implicava relacions sexuals entre persones del mateix sexe. Fulk va informar que, "Per regla general, la relació que s'inicia així implica principalment una profunda amistat i assistència mútua, especialment en qüestions econòmiques. També s'utilitza com a mitjà per establir una relació homosexual, especialment pels nois, que es vetllen gelosament els uns als altres". Aquests costums van desaparèixer amb la modernització i la introducció de la cultura occidental i l'homofòbia a Namíbia a finals del segle XIX i principis del segle XX. Les relacions anals entre homes es van convertir en il·legals sota el dret comú romano-holandès durant aquest temps.  Tot i que mai no s'havia condemnat ningú, es van denunciar casos ocasionals a la policia, que van provocar detencions i empremtes dactilars i van generar por a la comunitat LGBT+. La llei va ser declarada inconstitucional el juny de 2024.

## Fons
La Llei del matrimoni (Llei 25 de 1961), promulgada pel Parlament de Sud-àfrica quan Namíbia encara era el sud-oest d'Àfrica, no prohibeix explícitament el reconeixement dels matrimonis entre persones del mateix sexe;  tampoc defineix explícitament el matrimoni. Tanmateix, s'ha interpretat que la llei no reconeix les unions del mateix sexe. Quan Namíbia es va independitzar el 1990, va conservar totes les lleis sud-africanes tret que les deroguessin o modifiquessin explícitament una llei del Parlament. A més, la Constitució de Namíbia no permet explícitament els matrimonis entre persones del mateix sexe.  L'article 14(1) estableix que els homes i les dones en edat de casar-se poden contraure matrimoni amb independència de la seva raça, color, religió, ètnia, credo, situació social o econòmica o nacionalitat. A més, homes i dones tenen els mateixos drets i obligacions, tant durant el matrimoni com en el moment de la seva dissociació.  L'article 14.3 situa la família com a "unitat natural i fonamental de la societat", amb dret a una protecció especial per part de l'Estat. L'article 14.2 estableix que:
| « | El matrimoni només es pot contractar amb el consentiment lliure i ple dels futurs cònjuges. | » |

Com que els matrimonis entre persones del mateix sexe i les unions civils no es celebren a Namíbia, les parelles del mateix sexe no tenen accés als drets, beneficis i obligacions legals del matrimoni, inclosa la protecció contra la violència domèstica, els drets d'adopció, els beneficis fiscals i els drets d'herència, entre d'altres. No obstant això, les parelles poden assegurar-se que la propietat es divideix de manera justa després de la dissolució de la relació o la mort d'una parella signant un contracte escrit i un testament. El contracte ha d'incloure un acord de deure de suport mutu i informació sobre quin soci és propietari de quina propietat i com s'ha de dividir en el moment de la separació.

## Casos judicials

### President de la Junta de Selecció d'Immigració contra Frank i un altre
A finals de la dècada de 1990, Elizabeth Khaxas i la seva parella alemanya Erna Elizabeth Frank van demandar perquè es reconegués la seva relació lèsbica a Namíbia. . La llei de Namíbia concedeix la residència i la ciutadania als estrangers que es casen amb ciutadans namíbians. No obstant això, com que la relació entre persones del mateix sexe no estava reconeguda per la llei, Frank no va poder obtenir la residència permanent ni la ciutadania. Va sol·licitar un permís de residència permanent a la Junta de Selecció d'Immigració dues vegades, el 1996 i el 1997. La Junta va rebutjar la sol·licitud en dues ocasions.  L'Alt Tribunal va donar la raó a la parella l'any 1998 i va ordenar a la Junta que emetés un permís de residència a Frank.  La Junta va recórrer la decisió davant el Tribunal Suprem. En President of the Immigration Selection Board v Frank and Another el 5 de març de 2001, el Tribunal Suprem va decidir que:
| « | Les relacions homosexuals, ja siguin entre homes i homes i dones i dones, queden clarament fora de l'abast i la intenció de l'article 14 [de la Constitució de Namíbia]. | » |

Tot i que el tribunal va dictaminar que s'havia de concedir a Frank un permís de residència permanent, que va rebre un any més tard, no es va pronunciar a favor de reconèixer les relacions entre persones del mateix sexe per llei.

### Digashu v GRNiSeiler-Lilles v GRN

#### Procediments i sentència
El desembre de 2017, Johann Potgieter i el seu marit sud-africà Matsobane Daniel Digashu van presentar una demanda a l'Alt Tribunal, Digashu contra Govern de la República de Namíbia, per reconèixer el seu matrimoni a Namíbia. La parella s'havia casat a Sud-àfrica l'any 2015, però Digashu no va ser reconegut com a cònjuge de Potgieter pel govern de Namíbia, cosa que va causar diversos problemes legals i burocràtics, ja que no podia rebre la residència permanent ni la ciutadania, com es concedeix a les parelles de sexe oposat casades. El gener de 2018, els funcionaris van aprovar la sol·licitud de la parella per permetre a Digashu i al seu fill entrar a Namíbia, mentre l'Alt Tribunal va continuar revisant el seu cas. Un altre cas, Seiler-Lilles contra Govern de la República de Namíbia, va ser presentat el 2018 per Anette Seiler-Liles i la seva dona alemanya Anita Seiler-Lilles, junts des de 1988. La parella va argumentar que el seu matrimoni alemany del 2017 hauria de ser reconegut a Namíbia.
El juny de 2019, el jutge president Petrus Damaseb va ordenar que es designés un banc complet de tres jutges per escoltar tots els casos pendents. El setembre de 2019, les parelles van acordar consolidar les seves demandes. Els jutges Hannelie Prinsloo, Orben Sibeya i Esi Schimming-Chase van escoltar els arguments orals en el cas judicial combinat el 20 de maig de 2021. Les parelles van demanar al tribunal que reconegués els seus matrimonis celebrats fora de Namíbia.  L'advocat principal Raymond Heathcote, en representació dels demandants, va argumentar que el cas no legalitzaria el matrimoni homosexual a Namíbia, sinó que va intentar reconèixer els matrimonis celebrats en altres llocs. Va argumentar que la Constitució atorga a homes i dones el dret a casar-se sense limitacions pel seu estatus social, i que la discriminació per orientació sexual és una discriminació per sexe i estatus social, dos motius pels quals la Constitució prohibeix tota discriminació.  Es va emetre una sentència el 20 de gener de 2022. Els jutges van estar d'acord en principi amb els demandants, però van dictaminar que estaven vinculats pel cas de 2001 de President de la Junta de Selecció d'Immigració contra Frank i un altre i, per tant, no podien pronunciar-se a favor del matrimoni homosexual.  Els jutges van animar les parelles a recórrer davant el Tribunal Suprem per anul·lar la seva sentència anterior.  El jutge Prinsloo va dir: "Només el Tribunal Suprem pot corregir-se", i va afegir que "ha arribat el moment que la constitució reflecteixi la realitat social". Les parelles van dir que estaven "decebudes" amb la decisió, però que considerarien un recurs al Tribunal Suprem.  L'advocat Carli Schlickerling, en representació dels demandants, va dir: "El tribunal ens ha dit aquest matí: 'Mira, volem ajudar-te, creiem que hauries de tenir èxit en les qüestions constitucionals'. Sembla que el tribunal està exposant al Tribunal Suprem per què hem de tenir èxit en apel·lació."
El Tribunal Suprem va escoltar alegacions orals el 3 de març de 2023. El 16 de maig de 2023, va dictaminar 4-1 que, a causa de les garanties constitucionals d'igualtat i dignitat, el govern havia de reconèixer els matrimonis entre persones del mateix sexe celebrats fora de Namíbia amb finalitats de residència. També va comentar la seva decisió de 2001, afirmant que les seves observacions anteriors sobre les relacions entre persones del mateix sexe eren "observacions perifèriques i subsidiàries no necessàries per a aquesta decisió i, per tant, […] no vinculants". En la seva opinió majoritària, els jutges Peter Shivute, Dave Smuts, Petrus Damaseb i Elton Hoff van escriure:
| « | En conseqüència, concloem que l'enfocament del Ministeri d'excloure els cònjuges, inclosos el Sr. Digashu i la Sra. Seiler-Lilles, en un matrimoni homosexual vàlidament celebrat de l'àmbit de l'article 2(1) de la Llei [Llei de control d'immigració] infringeix els seus drets interrelacionats a la dignitat i la igualtat. Són cònjuges a efectes de l'article 2(1)(c) de la Llei, atès els seus matrimonis vàlidament celebrats a Sud-àfrica i Alemanya, respectivament. Per tant, el terme "cònjuge" de l'article 2(1)(c) s'ha d'interpretar com a cònjuges del mateix sexe legalment casats a un altre país. No és necessari que una ordre en el sentit que aquestes paraules s'hagin de llegir en el terme "cònjuge" perquè la interpretació que aquest Tribunal ha de donar al terme "cònjuge" en compliment de la Constitució és incloure cònjuges del mateix sexe legalment casats en un altre país. | » |

#### Conseqüències i reaccions
La sentència va ser benvinguda per les parelles demandants.  Digashu va dir que estava "aclaparat" i va destacar el suport del Centre de litigis de l'Àfrica del Sud i les organitzacions de la societat civil a Namíbia.  Siegliende Wether, la presidenta de l'Associació de Residents de la Circunscripció de Khorixas, també ha donat la benvinguda a la sentència: "Tots som creació de Déu, i ningú hauria de ser menys que un altre. Namíbia ha de ser a l'altura d'una societat justa i igualitària com subratlla la Constitució." Tanmateix, la sentència va ser ferotgement oposada per grups religiosos i polítics.  El Consell d'Esglésies de Namíbia va emetre un comunicat demanant als legisladors que prohibeixin el matrimoni entre persones del mateix sexe, qualificant-lo de "contrària a la cultura namíbia".
El juliol de 2023, el Consell Nacional va aprovar dues lleis presentades pel diputat Jerry Ekandjo, que intentaven anul·lar la sentència judicial.  Els projectes de llei pretenien definir el matrimoni com la "unió entre persones del sexe oposat" i definir un cònjuge com "la meitat d'una unió legal entre un home nascut genèticament i una dona nascuda genèticament". A més, haurien convertit la celebració, presencial, la promoció o la propagació d'un matrimoni entre persones del mateix sexe en un delicte punible amb una pena de fins a sis anys de presó i multes de fins a 100.000 dòlars de Namíbia, que els opositors als projectes de llei van descriure com una "clara violació de la llibertat d'expressió". No és clar com els projectes de llei haurien anul·lat legalment la sentència judicial, ja que el Tribunal Suprem havia dictaminat que el principi constitucional d'igualtat garanteix el reconeixement dels matrimonis del mateix sexe celebrats a l'estranger, i els projectes de llei no eren esmenes constitucionals. Si s'haguessin presentat impugnacions contra les lleis, probablement haurien estat anul·lades per inconstitucionals.  El diputat McHenry Venaani va dir: "No he vist projectes de llei escrits deliberadament (per) contradir judicis. No estic segur que passin la prova de constitucionalitat".
Els projectes de llei van ser aprovats per l'Assemblea Nacional a finals de setembre de 2023. Hage Geingob, que va exercir com a president fins a la seva mort el febrer de 2024, va declarar la seva oposició al matrimoni entre persones del mateix sexe el juliol de 2023, però va expressar "precaució" sobre la constitucionalitat dels projectes de llei.  El diputat Daniel Kashikola també va expressar la seva preocupació per les implicacions dels projectes de llei per als matrimonis habituals i les persones intersexuals.  Equal Namibia, un grup de defensa LGBT+, va dir que presentaria una demanda per impugnar els projectes de llei si Mbumba els signava com a llei. Omar van Reenen, director de campanya de l'organització, va dir: "[Aquests projectes de llei són] totalment inconstitucionals i fracassaran als tribunals. Però va demostrar que es tracta d'una legislatura que està decidida a violar el seu jurament de càrrec per punts barats de campanya". El juny de 2024, els activistes van llançar una campanya instar al president Nangolo Mbumba a vetar la legislació. El març de 2025, la ministra d'Afers Presidencials Christine ǁHoebes va anunciar que Mbumba no signaria els projectes de llei "perquè no van ser aprovats per una majoria de dos terços al Parlament i podrien ser impugnats per motius constitucionals".
No obstant això, el 2 d'octubre de 2024, Mbumba va signar la nova Llei de matrimoni de 2024.  La llei, que es va publicar al Butlletí Oficial el 30 de desembre de 2024, defineix el matrimoni com "una unió legal entre dues persones del sexe oposat", però no conté disposicions que criminalitzin la defensa del matrimoni entre persones del mateix sexe.  El gener de 2025, van Reenen va dir: "En lloc de promulgar projectes de llei per alleujar la pobresa i garantir que el 60% dels namíbis que viuen a barraques estiguin allotjats, el llegat del president Mbumba es veurà contaminat amb l'homofòbia sancionada per l'estat i la signatura d'un projecte de llei inconstitucional. Serà impugnat als tribunals". John Nakuta, un estudiós de la Universitat de Namíbia, va dir:
| « | Hem de recordar que l'article 14 de la Constitució de Namíbia, que és la llei suprema de la nostra terra, atorga als homes i dones majors d'edat, és a dir, a homes i dones madurs, el dret a casar-se i el dret a trobar una família. La nova Llei del matrimoni ara restringeix oficialment el dret a casar-se i el dret a trobar una família només a les parelles heterosexuals. De fet, els parlamentaris i la llei en aquest cas fins i tot van arribar a dir que fins i tot si un matrimoni entre persones del mateix sexe es va contractar legalment en un altre país, aquest matrimoni entre persones del mateix sexe ara tampoc serà reconegut a Namíbia en termes de la nova Llei de matrimoni. De manera molt preocupant, aquesta disposició anul·la la decisió del Tribunal Suprem de l'any passat pel que fa a les parelles casades a Sud-àfrica i a Alemanya, els matrimonis entre persones del mateix sexe estan reconeguts legalment. […] Puc associar-me amb qui vull. [Si] una persona del meu mateix sexe; és el meu dret a triar, i ningú pot decidir. […] La llibertat d'elecció, i així successivament, i es pot continuar, però el més important, va al quid de la dignitat humana, no permetre que les persones siguin qui són i volen ser. | » |

### Grobler contra Ministre d'Interior i Immigració
El 2018, l'advocada Anita Grobler d'Otjiwarongo i la seva cònjuge sud-africana Susan Jacobs, juntes durant més de 25 anys, van presentar una demanda al Tribunal Superior per reconèixer el seu matrimoni sud-africà del 2009 a Namíbia i per obtenir els drets de residència de Jacobs. El ministre d'Interior i Immigració va ser nomenat com a principal acusat de la demanda. El 25 de juliol de 2019, la Junta de Selecció d'Immigració va decidir aprovar la sol·licitud de Jacobs d'un permís de residència permanent.  Va fer el pagament requerit de 18.000 dòlars de Namíbia per al permís, però a l'octubre de 2019 encara no se li havia emès. La parella va acceptar considerar un acord de liquidació i la retirada de la seva demanda un cop emesa el permís de residència.

### Lühl contra ministre d'Interior i Immigració
L'octubre de 2021, el jutge de l'Alt Tribunal Thomas Masuku va decidir que el fill d'una parella del mateix sexe, el mexicà Guillermo Delgado i el namíbi Phillip Lühl, nascut per maternitat subrogada a Sud-àfrica, era ciutadà namíbi per descendència. El Tribunal Suprem va anul·lar la decisió de l'Alt Tribunal el març de 2023, considerant que el Tribunal Superior s'havia "desviat" en concedir la ciutadania al nen;  "Atès que el naixement no es va registrar d'acord amb la Llei de ciutadania, l'Alt Tribunal no era competent per atorgar l'alliberament."
El març de 2022, el president del Tribunal Suprem Peter Shivute va ordenar al Ministeri de l'Interior que reavalués la sol·licitud de residència de Delgado.  Malgrat l'àmbit reduït de la sentència, l'activista Ndilokelwa Nthetwa va felicitar la decisió: "La parella mateixa, això els afecta i no necessàriament per a la comunitat, però és una victòria en la manera com el Tribunal Suprem ha reconegut que el ministeri ha abusat de la política pública (confiança) per tractar aquesta parella i la seva família d'una manera molt inhumana i hostil".

## Posicions polítiques
John Walters, el defensor del poble de Namíbia, va expressar el seu suport al matrimoni entre persones del mateix sexe l'agost de 2016. SWAPO, el partit governant des de la independència, s'oposa al matrimoni entre persones del mateix sexe.  Des que Yvonne Dausab es va convertir en ministra de Justícia el 2020, el govern liderat per SWAPO ha suavitzat la seva posició, suggerint que el gabinet discuteixi l'eliminació de la llei de sodomia. Dels altres partits representats al Parlament de Namíbia, la Veu Demòcrata Cristiana (CDV) i els Lluitadors per la Llibertat Econòmica de Namíbia (NEFF) s'oposen fermament al matrimoni entre persones del mateix sexe. El Moviment Democràtic Popular (PDM) és ambivalent en la qüestió.

## Actuació religiosa
El 2015, el Sínode General de l'Església Reformada Holandesa va votar per una majoria del 64% per reconèixer els matrimonis entre persones del mateix sexe, beneir les relacions de parelles del mateix sexe i permetre els ministres i el clergat gai (que no han de ser celibatistes). La decisió s'aplica a 9 dels 10 sínodes;  amb el Sínode de Namíbia exclòs, però s'aplica al Sínode del Nord, que inclou parts de la Franja de Caprivi. La decisió va provocar reaccions i objeccions, el que va provocar que es va revocar un any després.  Posteriorment, una dotzena de membres de l'església van portar la denominació als tribunals per restaurar la decisió del 2015.  El 2019, el Tribunal Superior de Gauteng del Nord va revocar la decisió, dictaminant que si bé les organitzacions religioses tenen la llibertat religiosa per definir el matrimoni, la decisió del 2016 no es va prendre d'acord amb el procés adequat de l'església. Els pastors individuals són lliures d'escollir si beneeixen els matrimonis entre persones del mateix sexe;  una clàusula de llibertat de consciència permet als pastors amb objeccions optar per no celebrar casaments entre persones del mateix sexe.
L'Església Anglicana del Sud d'Àfrica, que té una diòcesi a Namíbia, no permet els matrimonis entre persones del mateix sexe.  Les seves polítiques matrimonials estableixen que "el sant matrimoni és la unió de tota la vida i exclusiva entre un home i una dona".  El 2016, el sínode va votar en contra de la benedicció de les unions del mateix sexe.  La decisió va dividir l'església, amb diverses diòcesis que van decidir continuar amb la benedicció de les relacions entre persones del mateix sexe, en particular la diòcesi de Saldanha Bay a Sud-àfrica. L'arquebisbe Thabo Makgoba ha expressat la seva decepció per la decisió de no beneir les unions del mateix sexe, però ha afegit que "no està tot perdut", expressant l'esperança que l'assumpte es torni a debatre en el futur.  L'ex arquebisbe Njongonkulu Ndungane també va expressar la seva decepció per la decisió. A principis de 2023, l'església es va negar una vegada més a permetre que el seu clergat beneís les unions entre persones del mateix sexe, però va ordenar al sínode que elaborés "directrius per oferir ministeri pastoral a aquells que tenen relacions entre persones del mateix sexe". El maig de 2024, l'arquebisbe Makgoba va publicar un document que recomanava oracions per a parelles del mateix sexe, que el sínode va rebutjar al setembre.
L'any 2017, el bisbe Shekutaamba Nambala de l'Església Evangèlica Luterana de Namíbia, una de les denominacions cristianes més grans de Namíbia, va condemnar el matrimoni entre persones del mateix sexe i la pràctica tradicional de l'olufuko aawambo, que l'església considera "pagana" i "contra el cristianisme". El 2020, l'Església Metodista del Sud d'Àfrica va votar per permetre als membres, inclòs el clergat ordenat, entrar en unions del mateix sexe, tot conservant l'ensenyament de la denominació que el matrimoni és una unió "entre un home i una dona".
L'Església catòlica s'oposa als matrimonis entre persones del mateix sexe i no permet que els seus sacerdots oficiin aquests matrimonis. El desembre de 2023, la Santa Seu va publicar Fiducia supplicans, una declaració que permetia als sacerdots catòlics beneir parelles que no es consideren casades segons l'ensenyament de l'església, inclosa la benedicció de parelles del mateix sexe. Agapitus Hausiku, el director d'OutRight Namibia, esperava una reacció negativa de la Conferència de Bisbes Catòlics de Namíbia, però va felicitar la "discussion en curs sobre els matrimonis entre persones del mateix sexe i la fe cristiana".

## Opinió pública
Una enquesta de l'Afrobaròmetre de 2024 va mostrar que el 22% dels namíbis estava d'acord que "les persones haurien de tenir dret a casar-se amb qui triessin sense importar el gènere de les seves parelles", mentre que el 68% no estava d'acord i el 10% estava indecis o s'havia negat a respondre.  El suport va ser més elevat entre les dones i als centres urbans.